# Aimee-Lynn Chadwick
Aimee-Lynn Chadwick é uma atriz norte-americana.

## agindo carreira
Chadwick participou da Capachione School of Performing Arts. Chadwick tinha, então, realizada uma variedade de jogos da fase, como Reno Sweeney em [Qualquer coisa [vai]], Martha em O Jardim Secreto, Adelaide em Guys and Dolls cm e realizada com Jon Secada em O Orange Bowl, programa de meia-Time em Miami, Flórida. Após seus estudos na CSPA, ela passou a estudar na O Conservatório de Boston. Depois de esgotar as oportunidades disponíveis para ela, na costa leste, ela decidiu ir para o oeste. Movendo-se para Los Angeles com cem dólares no bolso e nada mais que um sonho, a Sra. Chadwick viveu em sofás das pessoas para cerca de 9 meses, até que ela se viu um ar pequeno colchão no canto de uma sala de escritório. Seu curso longo, duro finalmente foram pagos em 2003, quando ela conseguiu um papel coadjuvante no longa da Warner Bros, A Cinderella Story, como o peculiar / punky "jock de choque", DJ Astrid. Este papel principal para outras oportunidades, como estrelando como Alice na Edição Especial da Disney DVD de Alice no País das Maravilhas e DIRT hosting (um programa infantil de motocross que viajou por todo os Estados Unidos). Logo depois, Aimee conseguiu um lugar de convidado em nickelodeons 'Drake e Josh. No pouco tempo que ela esteve em Los Angeles, Aimee aterrou muitos procurado agir papéis em filmes independentes e grandes; mais recentemente, leva em ambos os [Retorno [dos Mortos Vivo: Necropolis | Return of the Living Dead 4 ]] e Return of the Living Dead 5 que filmou back-to-back em Roménia. Ela desempenhou o papel de Jessica (airdate 22 de setembro de 2009) na estréia da série de The Forgotten, em frente Christian Slater.